# Ich hab um dich geweint
Ich hab um dich geweint (Originaltitel: Her Own Rules) ist ein US-amerikanisches Filmdrama aus dem Jahr 1998. Regie führte Bobby Roth, das Drehbuch schrieb Cathleen Young anhand eines Romans von Barbara Taylor Bradford.

## Handlung
Die in New York City lebende, alleinstehende Meredith Sanders leitet ein Unternehmen in der Hotelbranche. Sie ist in einem Waisenhaus aufgewachsen. Als Agnes, mit der sie seit der Kindheit befreundet ist, todkrank wird, reist Sanders in ihren Heimatort in England.
Agnes stirbt. Sanders beginnt eine Beziehung mit Lucas Kent, dem Freund ihrer toten Freundin und zieht mit ihm zusammen. Sie erfährt, dass ihre totgeglaubte Mutter lebt und findet sie. Ihre Mutter erklärt ihr, warum sie sie in ein Waisenhaus gegeben hat.

## Kritiken
Die Zeitschrift TV Spielfilm schrieb, die Beschreibung des TV-Dramas klinge „wie Pilcher“, aber der Film sei spannender.
Die Zeitschrift TV direkt schrieb, der Film sei „schöner Schmalz mit Krimi-Elementen“.

## Hintergründe
Der Film wurde in Irland gedreht. Seine Premiere in den USA fand am 13. Oktober 1998 statt.